# Agrochola cinnamomea
Agrochola cinnamomea là một loài bướm đêm trong họ Noctuidae.